# Інфільтрація (тактика)

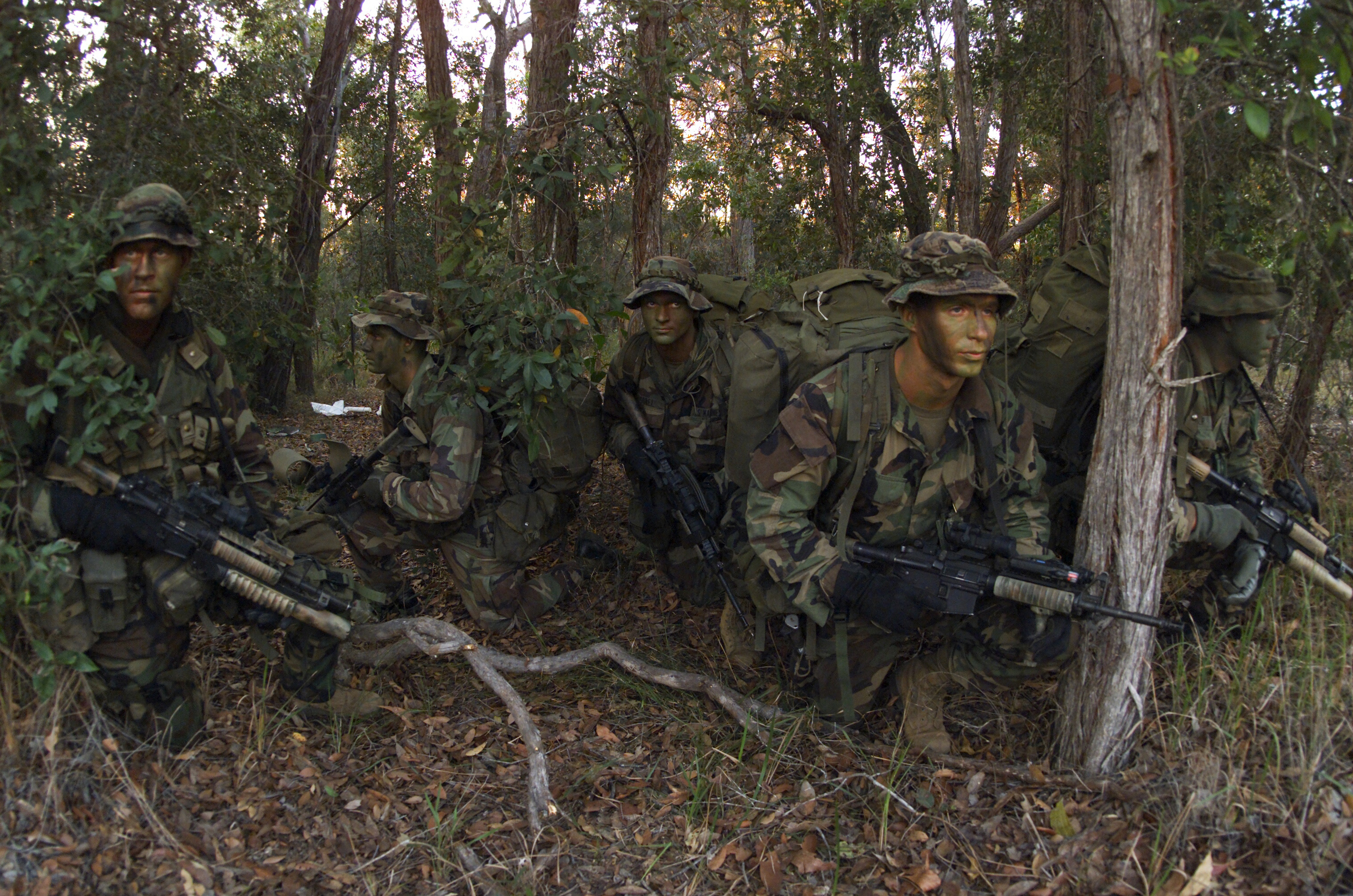
Взвод глибинної розвідки на навчаннях, 2003 рік, рота «Браво», 3-й розвідувальний батальйон, 3-а дивізія морської піхоти США.

Інфільтра́ція (від лат. «in» — «в» і середньовіч. лат. «filtratio» — «проціджування») у військовій справі — це тактика, заснована на використанні легкої піхоти, що нападає на ар'єргард противника, відокремлює основні ворожі сили та залишає їх позаду себе для подальшого нападу частинами, що підходять з важчою зброєю. Солдати при цьому виявляють слабкі місця ворога та самостійно обирають цілі, шляхи та моменти для нападу, а також способи нападу. Це потребує високого рівня навичок та підготовки особового складу та має бути доповнене необхідним обладнанням та зброєю, щоб надати солдатам більше бойових можливостей на місцевості.
Здавна різновиди цієї піхотної тактики використовувались застрільниками та іррегулярними військами ще з часів античності, але лише як оборонна або вторинна тактика, тоді як вирішальні перемоги на полі бою досягалися ударною тактикою бою з використанням важкої піхоти або важкої кінноти, як правило, штурмовою атакою проти основних сил противника. До початку сучасних воєн в основних європейських країнах сильно розвинулася оборонна вогнева міць, що зробило ударну тактику невигідною: втрати в живій силі при нападах були величезними. Під час Першої світової війни під час окопної війни більшість таких нападів закінчувалися повним провалом. Часто проводилися та зазвичай були успішними вилазки ворожими окопами, що здійснювалися невеликими групами досвідчених солдатів із використанням камуфлювання та прикриття, але вони не могли дати вирішальної переваги у війні.
Тактика інфільтрації розвивалася повільно протягом Першої світової війни та початку Другої світової війни, частково як спосіб перетворення цієї тактики переслідування у вирішальну наступальну настанову. Спочатку для втілення цієї тактики на полі бою готували лише окремі спеціальні підрозділи, такі як німецькі штурмові загони. До кінця Другої світової війни майже всі сухопутні війська великих держав були підготовлені та споряджені для застосування засобів тактики інфільтрації, хоча існували підрозділи, які займалися лише цим: командос, розвідувальні патрулі дальньої дії, рейнджери армії США, десантні та інші спецпідрозділи й сили, що застосовуються в іррегулярних війнах.
Коли інфільтраційна тактика під час Першої світової війни була властива тільки окремо навченим спеціальним групам вояків, зараз вона повністю введена як звичайний засіб сучасної маневреної війни, тактики «вогню та пересування» на рівні відділення, тому сьогодні цей термін не має чіткого визначення. Тактика інфільтрації не може бути стандартом у сучасному бою, де час на підготовку та тренування обмежений, наприклад, для ополчення або підрозділів строкової служби, або при відчайдушних нападах, де потрібен негайний успіх. Прикладом можуть служити німецькі фольксгренадери кінця Другої світової війни та японські банзай-напади того ж часу.

## Розвиток під час Першої світової війни
Тактика інфільтрації з'являлася поступово під час Першої світової війни. Кілька країн покращили наявну тактику та розвинули способи ведення війни, що пізніше були названі тактикою інфільтрації. Причому їхній розвиток у німецькому війську мав найбільший вплив на тактику інфільтрації як під час війни, так і після неї.

### Німеччина

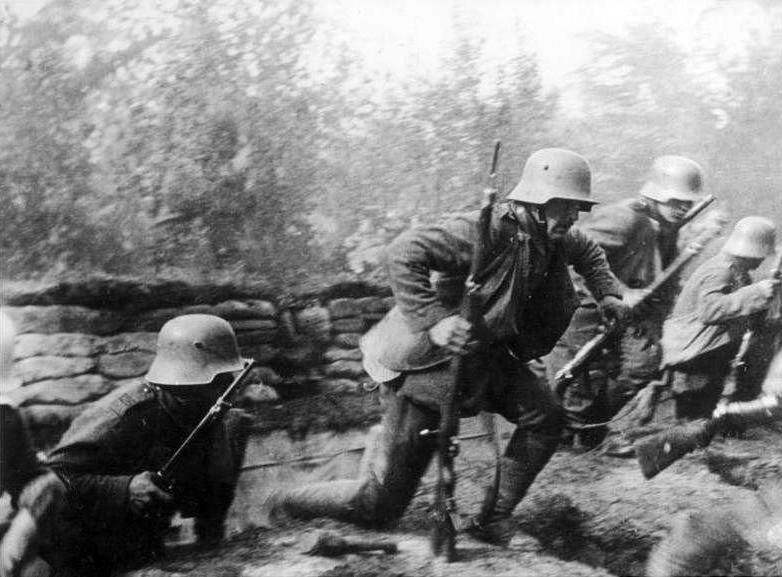
Німецький штурмовий загін, що підіймається з окопів в напад, оружений мішками з гранатами.

Ще у 18 столітті прусська військова доктрина наголошувала на необхідності маневру та зосередженні сил для досягнення вирішальної перемоги в битві. Німецькі військові шукали шляхи застосування цього принципу в умовах окопної війни. Капітан Віллі Рор брав участь у довготривалій битві при Гартмансвіллеркопфі (1914—1915 рр.) як офіцер роти саперів. Такі інженери часто застосовували незвичне оружжя й тактику, порівняно зі звичайною піхотою. Початкові зусилля Рора використати їх у ролі спеціальних передових ударних груп, щоб прорвати французькі рубежі та створити відкриті проходи для військ, що наступають, досягли лише обмеженого успіху з важкими втратами у живій силі. Рор, працюючи разом зі своїм керівництвом, розробив вдосконалений набір спорядження для солдата, в тому числі новий «Штальгельм» (сталевий шолом), великі запаси ручних гранат, вогнеметів, легких мінометів та легких кулеметів. Висновок Рора полягав у тому, що для впровадження нового оружжя та узгодження окремих самостійних нападів, що було необхідно для досягнення загальних оперативних цілей, потрібно набагато більше тренувань. Його дослідження привернуло увагу Верховного командування німецького війська. У грудні 1915 року Рор отримав завдання навчити військо «сучасному ближньому бою» та незабаром був підвищений до майора. Протягом наступних двох років у дивізіях по всьому війську були створені спеціальні загони штурмовиків. Відібраних бійців відправляли до Рора на навчання та після повернення до своїх частин вони ставали наставниками. Ця тактика була розповсюджена та вдосконалена багатьма офіцерами в німецькому військовому командуванні, розповсюджуючи прусську військову доктрину до найменших підрозділів. Спеціально навчені війська маневрували та організовувалися для нанесення ударів на вибрані місця, використовуючи для цього будь-яку можливість, що з'являлася.

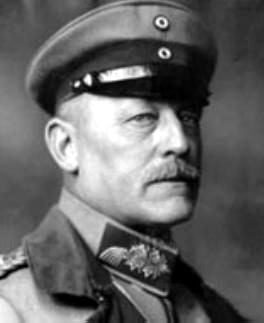
Генерал Оскар фон Гут'єр, ім'я якого часто асоціюється з німецькою тактикою інфільтрації.

Тактику інфільтрації іноді називають тактикою Гут'єра на честь німецького генерала Оскара фон Гут'єра, хоча його вклад у розробку тактики був обмеженим. Гут'єр, разом зі своїм командиром артилерії полковником Георгом Брухмюллером, вдосконалив застосування артилерії, який підходив для використання разом із тактикою інфільтрації. Загальноприйнятій тактиці хвильової атаки, як правило, передували дні безперервних бомбардувань усіх позицій ворога задля отримання переваги через виснаження супротивника. Гут'єр віддав перевагу коротким, але інтенсивним ураганним бомбардуванням, які дають супротивнику мало часу для реакції та посилення своєї лінії оборони. Обстріл націлювався на тилові райони ворога з метою знищення комунікацій або порушення пересування ними, знищення артилерії та командних центрів. Це робилося, щоб придушити та заплутати захисників, зменшити їх здатність здійснювати контратаки зі своїх оборонних ліній. Для максимального ефекту точні місця нападу залишались прихованими до останнього можливого моменту й піхота знищувала їх негайно після короткого обстрілу.
Способи дії німецьких штурмових загонів полягали в наступному: бійці прориваються вперед у складі невеликих груп, які допомагають одна одній, використовуючи будь-яке доступне укриття, а потім прикривають вогнем просування вперед інших груп. Тактика спрямована на те, щоб уникнути прямого нападу на укріплені опорні місця супротивника, натомість спочатку розбити найслабші місця в захисті ворога та використати їх для отримання позиційних переваг в інших точках. Крім того, вона продемонструвала марність старого способу керування операцією — з тилових штабних пунктів. Замість цього призначалися молодші офіцери на місцях, у штурмовій групі — від них вимагалося проявляти заповзятливість та ініціативність, розширюючи старішу прусську військову доктрину Auftragstaktik (прийняття тактичних рішень керівником на місці).
Через необхідність довготривалої підготовки та навчання, штурмовики довго були нечисленними елітними військами. Під час нападу піхота з важким оружжям прямувала за ними, застосовуючи звичну для них тактику, знищуючи відокремлені та ослаблені ворожі опорні пункти нападами з флангу, щоб не вразити дружнім вогнем свої війська, оскільки штурмовики продовжували наступати попереду. Запасні війська, що йшли після них, мали відбивати контратаки ворога.

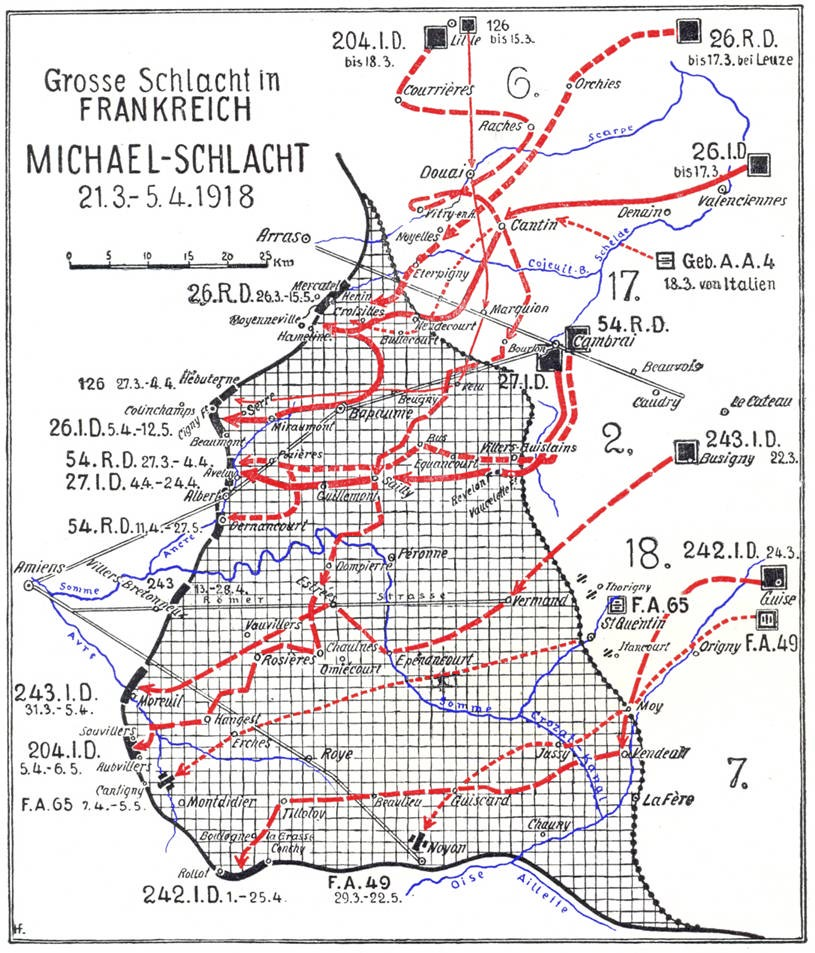
Початковий успіх операції «Міхаель» в рамках німецького весняного наступу, 21 березня — 5 квітня 1918 року.

Німці застосовували та поступово вдосконалювали тактику інфільтрації. Спочатку в обороні під час контратак як розвиток тактики оборони з глибини, а потім і в нападі: під час битви при Капоретто проти італійців у 1917 році та німецького весняного наступу в 1918 році проти британських та французьких військ. Початкові німецькі успіхи були приголомшливими: 18-а армія Гут'єра просунулась уперед на понад 50 км менше, ніж за тиждень — це було найбільше просування на Західному фронті з часу «бігу до моря» в 1914 році. Це просування в подальшому пов'язуватиме ім'я Гут'єра з тактикою інфільтрації в Західній Європі. Потім німецьке військо почало зупинятися, тому що воно випередило свої тилові підрозділи з припасами, артилерію та підкріплення. Підмога не змогла наздогнати своє військо через розірвану снарядами землю — дороги залишались зруйнованими нападами союзників у битві на Соммі ще в 1916 році. Наступ німецьких військ не зміг стати для них переможним проривом у війні, який буквально розділив би французьку та британську армії. Виснажені німецькі війська втратили ініціативність та незабаром були відкинуті назад під час стоденного наступу союзників, що закінчився поразкою Німеччини.
Хоча тактика інфільтрації була набагато успішнішою, ніж звичні атаки, вона не забезпечувала підтримки будь-яких досягнутих успіхів в оперативному плані: такі атаки могли з часом в'язнути й давали захисникам час перегрупуватися. Німецька артилерія, необхідна під час початкового штурму, у подальшому відставала від штурмових груп та не могла їх підтримувати в продовженні наступу. Елітні штурмовики мали великі втрати на початку атак і їх неможливо було швидко поповнити. Німецьким збройним силам не вистачало швидких сил, як-от кінноти, щоб якнайбільше використати початковий успіх і забезпечити просування вперед. Найголовніше, що матеріально-технічні можливості Німеччини, розраховані на статичний фронт, не змогли підтримати війська, що наступали далеко вперед на спустошену землю ворога.
Німецькі військові використовували термін тактика інфільтрації не як визначення нового способу ведення війни, а більше як подальше вдосконалення їхнього широкого обсягу військових тактик. Коли в 1918 році «нова» німецька тактика потрапила в газетні заголовки в країнах союзників, французи опублікували статті про «тактику Гут'єра» як вони це бачили: наголошували більше на «оперативному сюрпризі» початку нападу та ураганному обстрілі, ніж на тактиці взводного рівня. Хоча вісті про «тактику Гут'єра» широко поширювалися у Франції, США та Великій Британії, у повоєнні роки більшість генералів сумнівалися в ній через поразку Німеччини. У Німеччині тактика інфільтрації була інтегрована в рейхсвер і вермахт. Фелікс Штайнер, колишній офіцер рейхсверу, запровадив основу штурмових загонів в утвореннях Ваффен-СС, щоб перетворити їх у військо нового різновиду, яке б використовувало цю тактику. Для розширення оперативних можливостей тактику інфільтрації поєднали з бронетехнікою та літаками, це сприяло створенню того, що в Другій світовій війні було названо Бліцкриґом.

### Франція

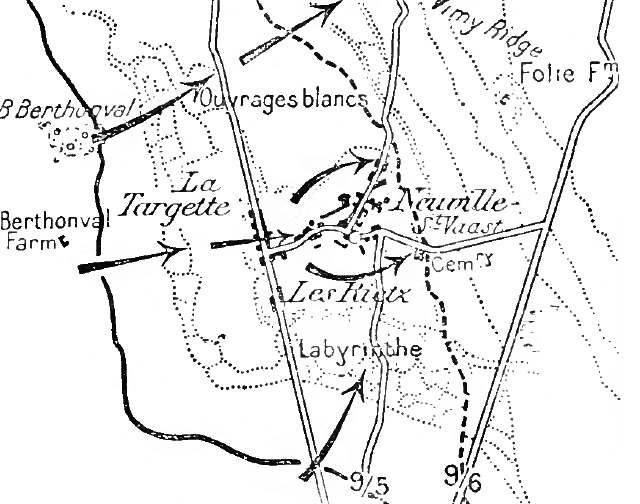
Поєднання нової та старої французької тактики допомогло захопити Невіль-Сен-Вааст, але з великими втратами. 9 травня — 9 червня 1915 року, Друга битва при Артуа.

16 квітня 1915 року французький Генеральний штаб опублікував брошуру «But et conditions d'une action offensive d'ensemble» («Мета й умови загальної наступальної дії») з описом нової французької тактики, у якій були початкові кроки до інфільтрації. У «Примітці 5779» зазначалося, що під час нападу перші хвилі піхоти повинні проникати якомога далі в глибину оборони супротивника й залишати ворожі опорні пункти для знешкодження «nettoyeurs de tranchée» («очищувачам окопів»), які йшли позаду. Примітка визначала тактику та оружжя близького бою «очищувачів траншей», але спорядження та спосіб атаки підрозділів, що йдуть першими, залишилися незмінними. Також мало згадувалося про будь-яку додаткову підтримку тепер уже віддалених передових хвиль атакувальників. Примітка містила додатки, в яких описувалися різні напрямки тактики, включаючи артилерію, піхоту в захисті та нападі. Щодо атакувальних дій «Примітка 5779» продовжувала пропагувати довоєнну французьку доктрину «la percée» («прорив»), де наступ ведеться єдиним широким фронтом із безперервними хвилями підрозділів, що нападають на віддалені та нерухомі цілі операції. Вона не описувала порядку дій за місцевого успіху чи невдачі, можливостей невеликих підрозділів, що атакували, узгодженості та необхідної додаткової підготовки. З певним успіхом ця тактика була застосована Французьким 23-м корпусом у перший день Другої битви при Артуа (9 травня 1915 року): вони просунулися на 4,5 кілометри за перші півтори години нападу, але не змогли посилити та об'єднати передові підрозділи, щоб утримати всі ці здобутки проти німецьких контратак. Битва призвела до великих втрат у живій силі та техніці, що не дало жодного успіху. Пізніше французька армія відмовилася від піхотної тактики «la percée» на користь «grignotage» (буквально «гризти»), яка полягала в проведенні менших за масштабами, але більш підготовлених атак із певними задачами, кожна з яких все ще планувалася в штабі, а не безпосередньо головою підрозділу на місці. «Примітка 5779» описувала ранній різновид загороджувального вогню, що з успіхом використовувався протягом усієї війни та продовжував розвиватися французами, а також більшістю інших держав.
У серпні 1915 року молодий французький піхотний офіцер капітан Андре Лаффар висунув додаткові думки в праці «Étude sur l'attaque dans la période actuelle de la guerre» («Дослідження атаки в поточний період війни»). Своє бачення Лаффар основував, зокрема, на своєму досвіді спочатку успішних, але в кінцевому підсумку невтішних наслідків застосування тактики «Примітки 5779» у Другій битві при Артуа, де 9 травня 1915 року він командував ротою 153-го піхотного полку, що атакувала безпосередньо на південь від Невіль-Сен-Вааста. Хоча сам Лаффар був поранений на першій лінії німецьких окопів, його полк просунувся ще на 1,5 кілометри вперед та був зупинений всього лише двома німецькими кулеметами. У своїй брошурі Лаффар зосереджувався в основному на тактиці дій малих підрозділів та перевазі їхнього застосування в бою. Він закликав забезпечити мобільні групи вогневою міццю для боротьби з локальними осередками опору, такими як кулеметні гнізда. Він пояснював це тим, що перші хвилі атакувальників просуваються через розриви або проміжки між осередками опору, які мають бути тимчасово знешкоджені вогнем або сильним димом. Точки опору потім були б оточені та знищені наступними хвилями підрозділів, що атакують. Це сприяло б узгодженості дій між підрозділами на місцях для боротьби з локальним опором у разі його виникнення, що є важливим другим кроком у тактиці інфільтрації. Лаффар припускав, що якби ці методи були застосовані, атака могла би призвести до повного прориву німецької оборони та захоплення хребта Вімі.
Французьке військо оприлюднило брошуру Лаффара в 1915 році й наступного року праця видалася великим накладом, але більше просто для ознайомлення, а не як посібник, прийнятий на озброєння французькими військами. Британці переклали та видали брошуру Лаффара в грудні 1915 року, але, як і всі інші армії, часто продовжували використовувати хвильові атаки. Американський «US Infantry Journal» («Журнал піхоти США») оприлюднив переклад у 1916 році.
Французька тактика інфільтрації, яка була викладена в «Примітці 5779» та доповнена Лаффаром, на відміну від німецької, залишалася твердо прив'язаною до використання хвильових атак, незважаючи на стабільні величезні втрати у підрозділах, що атакують. Лаффар стверджував, що психологічна підтримка під час лінійної атаки була необхідною, щоб спонукати бійців наступати під час сильного вогню.
У 1916 році копії праці Лаффара були перекладені та розповсюджені германською армією. Невідомо, наскільки це могло вплинути на німецьку тактику інфільтрації. Такий вплив відкидав дослідник Брюс Гудмундссон із Воєнного коледжу армії США. Німці почали розробляти власну тактику інфільтрації навесні 1915 року, за кілька місяців до того, як брошуру Лаффара було навіть видано.

### Російська імперія

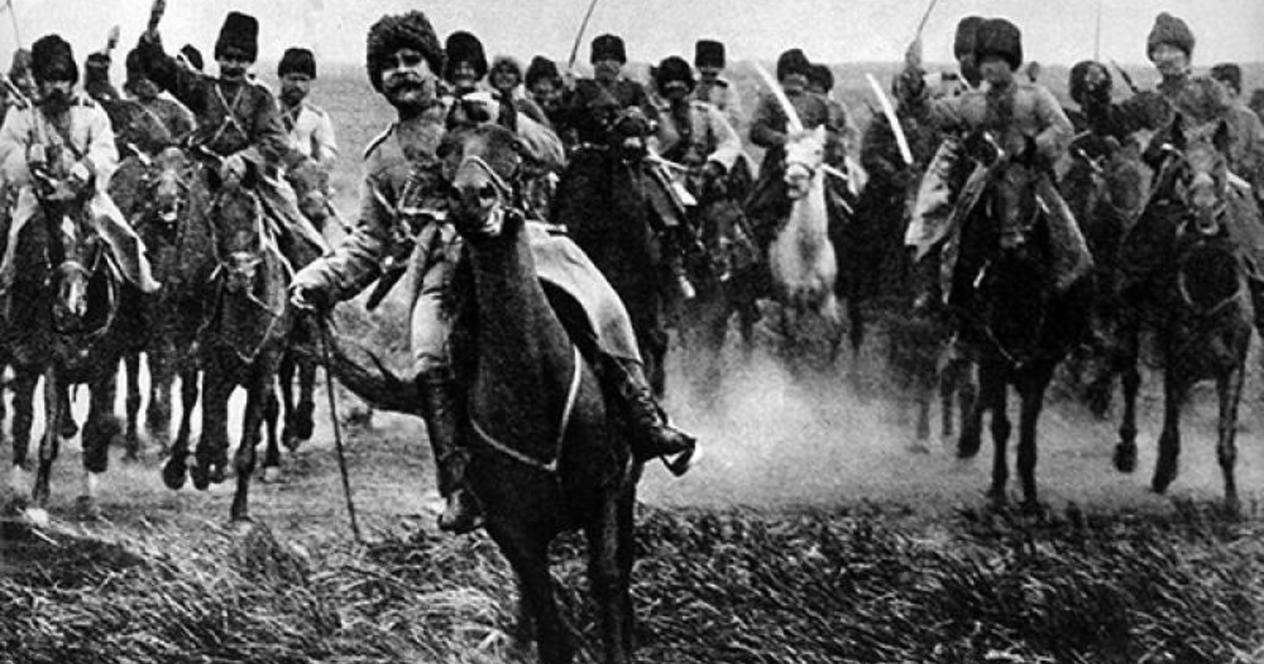
Кіннота російського імператорського війська, 1916 рік.

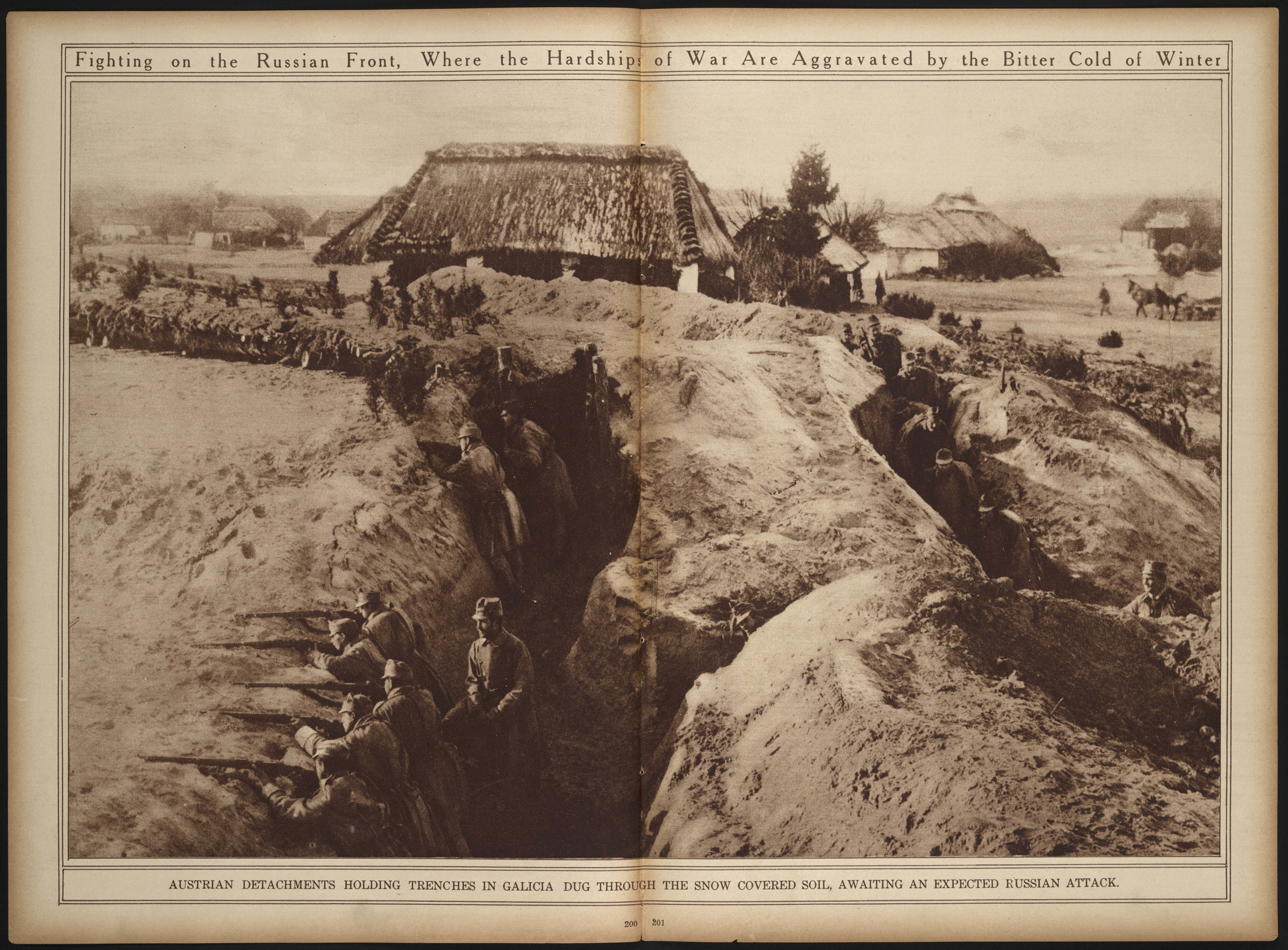
Прокопані через засніжену землю окопи, що утримуються австрійськими загонами в Галичині.

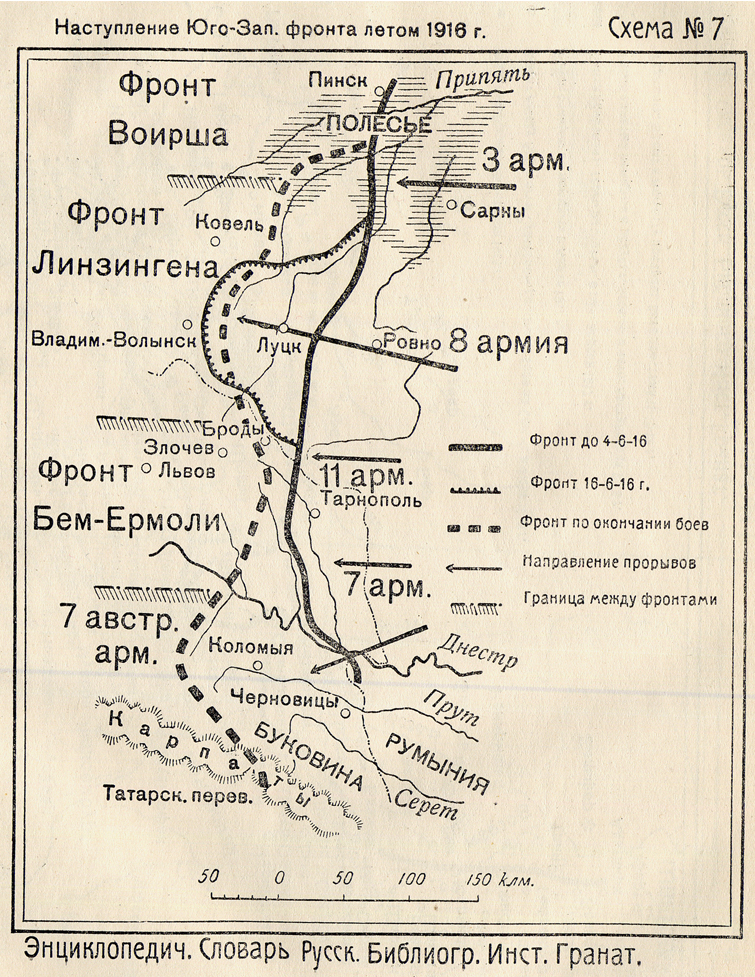
Брусиловський прорив, вихідні позиції 4 червня 1916 р. (товста суцільна лінія), початкове просування російських військ 16 червня (нерівна лінія) та кінцеві позиції 20 вересня (пунктирна лінія).

Величезний Східний фронт Першої світової війни був набагато менше стиснутий у розмірах, ніж Західний, тому постраждав від окопної війни значно менше. Але, коли фронт став нерухомим, смуги окопів усе ж були побудовані. До того ж близько третини всіх російських дивізій були кінними.
Командувач Південно-Західного фронту генерал Олексій Брусилов проводив одночасні атаки на широкому фронті, щоб обмежити здатність захисників контратакувати в одній точці, чим спричиняв обвал усієї оборонної лінії та повернення до маневреної війни. Для підготовки прориву 1916 року він прискіпливо підготував несподіваний напад на дуже широкому 400-кілометровому фронті від Прип'ятських боліт до Карпат, щоб прорватися до Львова (Галичина), що тоді був за 100 кілометрів за добре укріпленою австро-угорською лінією оборони. Австро-німецьке військове командування було впевнене, що ці глибокі та широкі окопи, такі ж, як німці побудували на Західному фронті, неможливо прорвати без значних російських підкріплень.
Брусилов керував підготовкою до прориву протягом декількох місяців після старанної розвідки. Передні окопи на російській стороні були викопані як плацдарми для атаки та наближались до австро-угорських окопів на 70 м. Вибрані сили були навчені та натреновані проривати оборону ворога, створюючи прогалини, які потрібно було розширити за допомогою атаки 8-ма послідовними хвилями піхоти, що забезпечать глибоке проникнення в оборонні рубежі супротивника.
Хоча Брусилов надавав перевагу коротшим обстрілам, артилерійська підготовка до цього наступу тривала більше двох днів, з 3 ранку 4 червня (22 травня за старим стилем) до 9 ранку 6 червня (24 травня). Ці удари поруйнували першу смугу оборони й частково знешкодили артилерію австрійців. Перші атаки піхоти утворили прориви фронту в 13 точках, які незабаром були розширені та поглиблені. Відповідь військового командування Австро-Угорщини на несподіваний наступ була повільною та млявою — вони вважали, що наявних сил та засобів у обороні виявиться достатньо для відбиття атаки. У той же час резервні підрозділи, які були направлені для контратаки, часто зустрічалися на своїй дорозі з російськими військами. Російська 8-а армія, якою командував Брусилов за кілька місяців до свого підвищення на Південно-Західному фронті, досягла найбільших успіхів: вона менше, ніж за тиждень, просунулася на 48 км. 7-а та 9-а армії досягли менших успіхів, хоча 11-та армія, яка була в середині атакувального фронту, не здійснила початкового прориву. Ефективність окремих австро-угорських підрозділів під час прориву була дуже різною, бо кожний був укомплектований різними народами, що проживали в межах Імперії. Деякі підрозділи тривалий час були непохитними, незважаючи на відсутність будь-яких можливостей на успіх, як, наприклад, польські легіони в битві під Костюхнівкою, тоді як інші легко відступали або здавалися без бою.
Хоча прорив був руйнівним для австро-угорського війська, російські втрати були дуже великими. Німецькі війська були направлені для посилення й початкова перевага російського війська зменшилась. Хоча російські атаки тривали місяцями й втрати в живій силі та матеріальних цінностях зростали, здобутки зменшувались. Урешті-решт, подібно до сміливої французької тактики «la percée» у Другій битві при Артуа, ця тактика була занадто дорогою для російського війська. Російська імператорська армія повністю так і не відновилося й непомірні втрати такої кількості солдатів допомогли розпочати російську революцію 1917 року, що призвело до знищення Імператорської російської армії.
Хоча Брусиловський прорив справив враження на Верховне командування німецької армії, але чи могло це вплинути на подальший розвиток німецької тактики інфільтрації — невідомо. Складові тактики Брусилова зрештою були використані Червоною армією під час розробки своєї теорії глибокої операції перед Другою світовою війною.

### Велика Британія

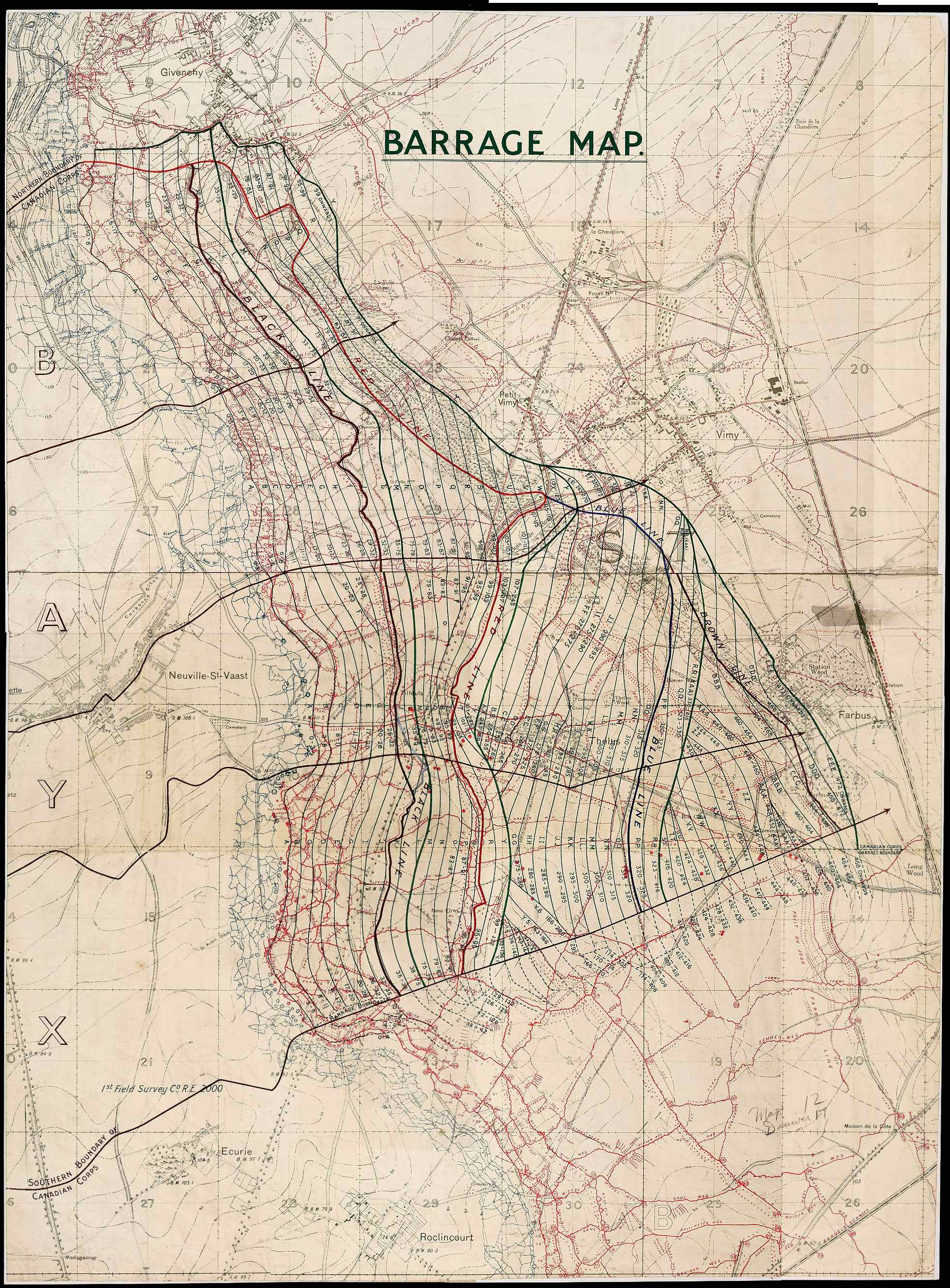
Карта детально описує точні позиції та час запланованого загороджувального вогню перед канадським штурмом хребта Вімі, квітень 1917 року.

Британська армія дотримувалась принципу впровадження нових технологій та оновлення старих, щоб отримати переваги в окопній війні.
У битві при Нев-Шапель (березень 1915 року) добре продумана британська атака на німецькі окопи була скоординована за допомогою коротких, але потужних артилерійних обстрілів і здійснила прорив на окремій ділянці зіткнення. Хоча нестача боєприпасів і труднощі з управлінням військами перешкодили розвитку успіху, це показало важливість поєднаної піхотно-артилерійської роботи під час атаки.
Англійці та французи взаємно ділилися досвідом окопної війни. Це призвело до появи схожої тактики дій, як-от посилення попередньої артилерійської підготовки (що вимагало різкого збільшення виробництва відповідних боєприпасів) та забезпечення піхоти більшою вогневою силою, зокрема легкими мінометами, легкими кулеметами та гвинтівковими гранатами. Поки британці надіялись, що це нове поєднання оружжя, одного разу вдосконалене та належно виконане, допоможе досягти рішучих успіхів у проривах фронту ворога, французи перейшли від своєї довоєнної доктрини «la percée» до обмеженіших і практичніших тактичних задач. У цей же час німці оцінили значення глибоких окопів, вчилися обороні з глибини та швидким контратакам, розвивали оборонну артилерію.
Під час британського наступу в Битві на Соммі 1 липня 1916 року Дуглас Гейг, командувач Британськими експедиційним корпусом, задумав великий швидкий прорив із використанням обширного артилерійського обстрілу німецьких оборонних порядків та, після цього, загороджувального вогню, який прикриє піхотну атаку. Незважаючи на досконалий задум, виконання було провальним. Можливо, це було наслідком стрімкого збільшення британського війська через призов великої кількості непідготовлених добровольців. Британські втрати в перші дні були жахливими. Однак результати операції покращилися протягом наступних кількох місяців. Набравшись досвіду бойової та артилерійської підготовок, британці відмовились від масштабних атак і прийняли настанову «вкуси й тримай» (схожу до французького задуму «grignotage») — обмежених локальних задач, де піхоту можна було б підтримувати артилерією, що була в доступі та знаходилася неподалік. Також просувалося поєднання цієї тактики з використанням нового оружжя. Нове таємне оружжя Великої Британії, танк, уперше з'явилося під час битви на Соммі. Хоча танки ще не були настільки ефективними, існувала багатообіцяюча перспектива майбутніх проривів, що врешті решт було виконано.
Під час битви при Аррасі в квітні 1917 року британська 3-тя армія застосувала тактику, де загонам надавалася більша незалежність, відповідно до реорганізації британських піхотних взводів згідно з новим «Керівництвом СС 143» («Manual SS 143») (найбільш визначним було захоплення хребта Вімі канадським корпусом). Воно все ще передбачало хвильові атаки, зайняття опорних пунктів супротивника та об'єднання піхоти перед просуванням на територію, зайняту ворогом, що є частиною тактики «вкуси й тримай», але давало керівникам на місцях більшу гнучкість у прийнятті рішень та створило основи для проявлення ініціативности бійцями, що є важливою рисою тактики інфільтрації.

### Ураганні бомбардування

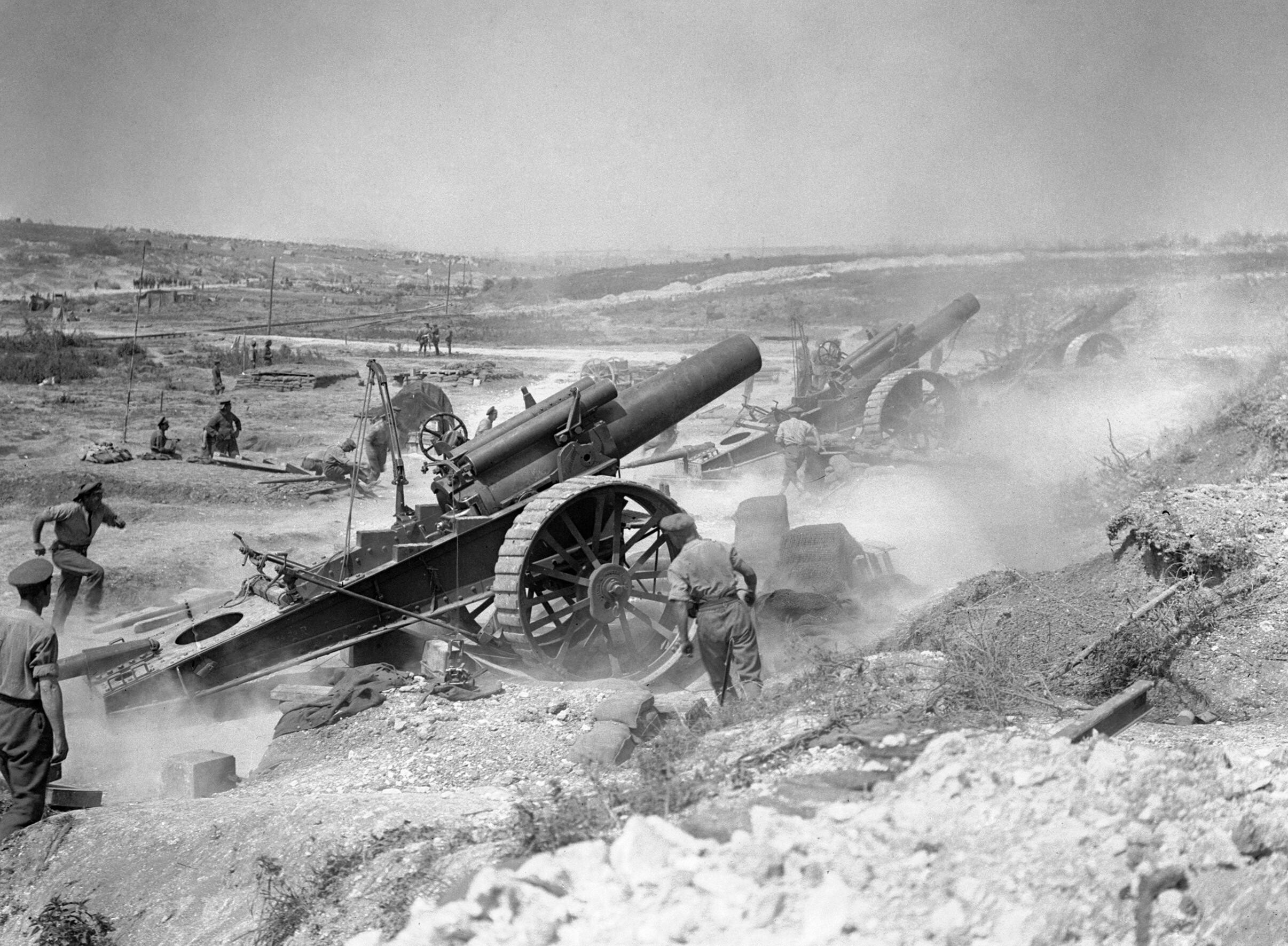
8-дюймові гаубиці 39-ї облогової батареї, артилерія Королівського гарнізону проводить обстріл у долині Фрикур — Маме, серпень 1916 року, битва на Соммі.

Новий спосіб застосування артилерії, що розвинувся під час Першої світової війни, називають «ураганними бомбардуваннями». Нова доктрина швидких, але дуже інтенсивних артилерійських обстрілів відрізнялася від звичної на той час тактики тривалих обстрілів. Під час війни застосовувались різні форми ураганних бомбардувань залежно від місцевості, оперативної обстановки та інших умов. Найбільш успішним було застосування ураганних обстрілів при поєднанні з німецькою тактикою інфільтрації, коли штурмові групи негайно використовували для нападу будь-які слабкі місця в обороні ворога, що з'являлися після артилерійської підготовки.
Після початку окопної війни в Першій світовій війні артилерія перейшла від стрільби прямим наведенням до стрільби із закритих позицій. Стандартне застосування артилерії, що передувало будь-якій атаці піхоти, стало дуже тривалим, часто навіть по кілька діб, маючи замір знищити оборонні споруди, зв'язки та живу силу захисників. Але дуже скоро військові пристосувалися — щоб уникнути цього, окопи стали вкопувати глибше та з'єднувати глибокими, іноді навіть підземними, ходами з бункерами далеко за передніми смугами зіткнення, де захисники могли спокійно перечекати обстріл. Коли артилерійська підготовка припинялася та починалася атака — захисники хутко поверталися на свої передові позиції. Ця практика довготривалої артилерійської підготовки розповсюджувалася протягом війни задля нанесення ворогу хоча б якихось збитків: знищення оборонних споруд на поверхні, як-от колючого дроту та кулеметних гнізд, а також виснажити захисників, увесь час тримаючи їх напруженими.
Союзники на чолі з британцями розробили іншу артилерійську тактику з використанням коротких обстрілів — вони прагнули досягти більшого успіху завдяки несподіванці. Ще однією причиною була необхідність більш ефективного використання обмеженої кількості боєприпасів. Ефективність коротких обстрілів залежала від умов на місцевості: цілі повинні були бути точно визначені заздалегідь, потрібна була велика кількість артилерійських установок, кожна з достатнім запасом боєприпасів для забезпечення посиленого обстрілу протягом короткого часу, нарешті всі ці заготовки потрібно було тримати прихованими.
Для збільшення можливості успіху ці короткі обстріли супроводжувались залпами загороджувального вогню. Було розроблено багато його різновидів: рухомий вогневий вал (або рухомий загороджувальний вогонь), блокувальний загороджувальний вогонь, «повзучий» вогонь, стоячий вогняний вал тощо. Метою загороджувального вогню було створення суцільних ліній ураження безперервним обстрілом певних точок в обороні супротивника, щоб створити перешкоду для руху піхоти. Ці смуги можна було утримувати на одному місці або з часом повільно переміщувати, щоб перешкоджати руху ворога або навіть змусити його займати невигідні позиції. Такі обстріли часто були досить складними й могли бути надзвичайно ефективними.

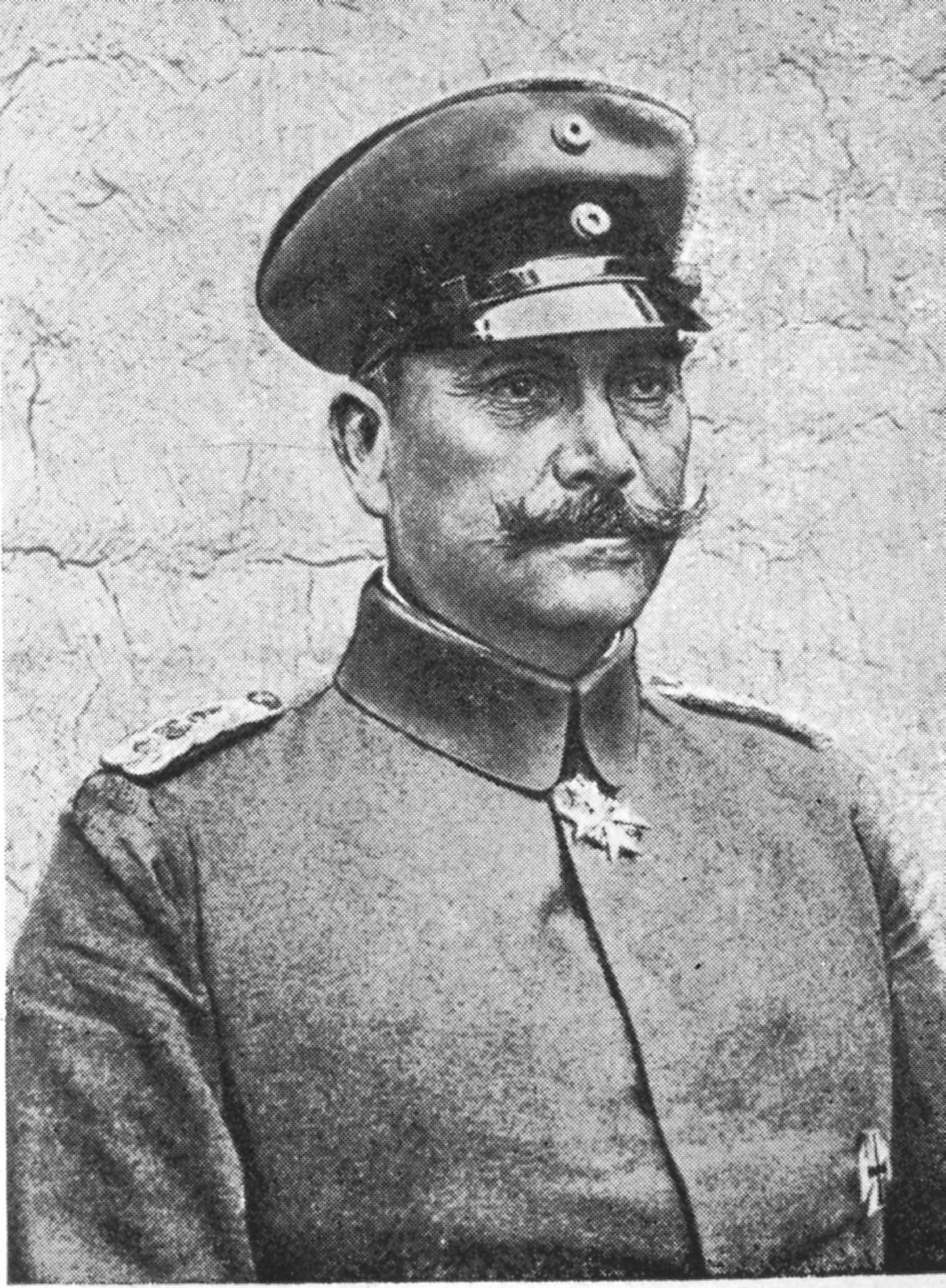
Полковник Георг Брухмюллер, на прізвисько Дурхбрухмюллер як поєднання німецького слова Durchbruch (прорив) з його прізвищем. Отримав визнання завдяки застосуванню ураганних обстрілів під час піхотних проривів у Першій світовій війні.

Німці також експериментували з короткочасними обстрілами та загороджувальним вогнем. Німецький полковник Георг Брухмюллер пристосував їх для поєднання з тактикою інфільтрації. Він почав вдосконалювати артилерійську підготовку перед атакою, коли був старшим офіцером артилерії на Східному фронті в 1916 році. Життєво важливим для успіху тактики інфільтрації було те, що ураганні бомбардування не попереджали захисника про майбутню атаку, на відміну від загальноприйнятої артилерійської підготовки, яка могла тривати по кілька днів перед атакою та припинитися за певний час перед нею. Рухомий загороджувальний вогонь повинен бути чітко спланованим для використання в поєднанні з тактикою інфільтрації, оскільки рух вогняного валу та пересування піхоти повинні взаємно дотримуватися суворого розкладу, щоб уникнути втрат від дружнього вогню. Це забирало всю ініціативність у піхоти, що наступала. Обстріли в поєднанні з тактикою інфільтрації мали бути інтенсивнішими й точнішими, хутко переходити глибиною фронту до інших цілей. Брухмюллер примушував артилеристів прицілюватися «з карти», уникаючи звичної стрільби кількома пристрілочними снарядами перед початком обстрілу, щоб визначити приціл кожної гармати методом проб і помилки, попереджаючи захисників перед основним обстрілом. Точне прицілювання без пристрілочних пострілів вимагало досвіду в артилерійській справі та знання балістики: вміння розраховувати кути та підйоми на основі точних карт, спеціально призначених для артилерійського використання, знання впливу висоти та місцевих погодних умов. Також надважливим було надійне виготовлення гармат та боєприпасів для виключення відхилень траєкторії польоту снарядів при стрільбі.
Брухмюллер розробив складні плани для ураганних обстрілів із щонайменшими затримками. Вони зазвичай мали кілька фаз бомбардувань. Першою фазою міг бути обстріл ворожих комунікацій: телеграфних смуг і штабів, доріг та мостів, щоб відрізати або заплутати захисників та затримати підкріплення. Другою фазою міг бути обстріл артилерії супротивника, а третьою — обстріл окопів із солдатами, щоб відкинути їх назад безпосередньо перед атакою піхоти. Останньою фазою зазвичай був загороджувальний вогонь, який рухався для бомбардування позицій безпосередньо перед тим, як піхота нападе на них. Як правило ці фази обстрілів були набагато складнішими, бо вимагали стрімкого переключення між цілями, щоб спіймати ворога в моменті, коли той був поза укриттям. Кожен артилерійський план ретельно пристосовувався до місцевих умов. Вид снарядів залежав від цілі: шрапнель, фугасний, димовий, освітлювальний, газовий. Загальний час обстрілу зазвичай становив від кількох годин до декількох хвилин.
Рухомий загороджувальний вогонь часто був основною частиною тактики інфільтрації, але його використання під час атак обмежене тим, що швидкість просування піхоти неможливо передбачити. Швидкість, інтенсивність, точність та старанний підбір цілей для досягнення щонайбільшого ефекту були надважливими.
Союзники та німці використовували обманні дії під час бомбардування, щоб уникнути передбачуваності: могли вдаватися до зупинок і неочікуваної зміни цілей на короткий проміжок часу.
Тактика ураганних бомбардувань Брухмюллера разом із тактикою інфільтрації призвели до перемоги німців у Ризькій операції 3 вересня 1917 року, де він служив під управлінням генерала Гут'єра. Ця тактика згодом була поширена на все німецьке військо. Гут'єр і Брухмюллер разом були переведені на Західний фронт для участі у Весняному наступі 1918 року, де артилерійська тактика Брухмюллера була дуже ефективною при швидкому прориві британських рубежів 18-ю армією Гут'єра. Після початкової атаки піхотою, артилерія мала менший ефект, оскільки сили піхоти просувалися вперед швидше, ніж артилерія та боєприпаси.
Після Першої світової війни використання радіостанцій для перенаправлення артилерійського вогню під час зміни обстановки усувало незручності з узгодженням обстрілів.

## Дьєнб'єнфу
У битві при Дьєнб'єнфу майор Марсель Біжар, командир французького 6-го колоніального парашутного батальйону, використав тактику інфільтрації проти позиційної тактики сил В'єтміня для захисту обложеної залоги. Парашутно-десантні роти Біжара підтримувались зосередженою роботою артилерії, літаками й танками, що дозволило на світанку 10 квітня 1954 року двом ротам, загальною чисельністю не більше 180 чоловік, відвоювати важливу висотну позицію «Еліане 1» проти повноцінного батальйону В'єтміню. Інші командири парашутного батальйону та роти також застосовували подібну тактику під час битви.

## Дивитися також
- Маскування
- Рейд (військова справа)
- Ексфільтрація (тактика)
- Рейд 95-ї бригади
- В сталевих грозах

## Додаткові матеріали
- House, Jonathan M. Toward Combined Arms Warfare: A Survey of 20th-Century Tactics, Doctrine, and Organization. U.S. Army Command General Staff College, 1984. Available online [Архівовано 1 листопада 2018 у Wayback Machine.] (8 September 2016) or through University Press of the Pacific (Honolulu, Hawaii, 2002). ISBN 1-4102-0159-7
- Pope, Stephen, Elizabeth-Anne Wheal, and Keith Robbins, eds. The Macmillan Dictionary of the First World War. London: Macmillan Reference Books, 1995. ISBN 0-333-61822-X.